# ميرزا ديليباشيتش
ميرزا ديليباشيتش مواليد 9 يناير 1954 في جمهورية البوسنة والهرسك الاشتراكية، جمهورية يوغوسلافيا الاشتراكية الاتحادية - الوفاة 8 ديسمبر 2001، كان لاعب كرة سلة بوسني أصبح مدرباً بدأ مسيرته الاحترافية في سنة 1968. مثّل منتخب بلاده. شارك في دورة الألعاب الأولمبية الصيفية سنة 1976. اعتزل اللعب في 1983. دخل قاعة مشاهير الاتحاد الدولي لكرة السلة.

## سجل المنافسة
شارك في المنافسات التالية:
- بطولة أمم أوروبا لكرة السلة 1975
- بطولة أمم أوروبا لكرة السلة 1977
- بطولة أمم أوروبا لكرة السلة 1979
- بطولة أمم أوروبا لكرة السلة 1981

## روابط خارجية
- ميرزا ديليباشيتش على موقع الاتحاد الدولي لكرة السلة (الإنجليزية)
- ميرزا ديليباشيتش على موقع الاتحاد الدولي لكرة السلة (الإنجليزية)
- ميرزا ديليباشيتش على موقع كرة السلة الأوروبية.كوم (الإنجليزية)
- ميرزا ديليباشيتش على موقع بروبوليرز (الإنجليزية)
- ميرزا ديليباشيتش على موقع سبورتس رفرنس (الإنجليزية)
- ميرزا ديليباشيتش على موقع اللجنة الأولمبية الدولية (الإنجليزية)
- ميرزا ديليباشيتش على موقع أوليمبيديا (الإنجليزية)